# Eisenbahnunfall von Sternthal
Bei dem Eisenbahnunfall von Sternthal entgleiste am 5. November 1918 ein Militärzug in der Nähe von Ptuj im heutigen Slowenien, damals Österreich. Mindestens 63 Menschen starben.

## Ausgangslage
Der Unfall ereignete sich zwischen den Bahnhöfen Sternthal (slowenisch Strnišče, heute Ortsteil der Gemeinde Kidričevo) und Pettau (slowenisch Ptuj) auf der Bahnstrecke Pragersko–Budapest, welche von der Südbahn-Gesellschaft erbaut und betrieben wurde.
Auf der Strecke war der Militärzug Nr. 259 mit Kriegsheimkehrern unterwegs. Der Zug bestand aus einer Lokomotive und 43 zweiachsigen Wagen.

## Unfallhergang
Am vierten Wagen des Zuges trat ein Heißläufer auf, in dessen Folge ein Radsatzlager brach und der Wagen nach der Durchfahrt durch den Bahnhof Sternthal auf freier Strecke entgleiste. Er wurde noch 100 Meter mitgeschleift, bevor die Kupplung riss. Nachdem das geschehen war, fuhr der hintere Teil des Zuges auf den vorderen auf. Dabei wurden der entgleiste Wagen sowie weitere 10 Wagen ineinander geschoben und zertrümmert. Der Heißläufer war vermutlich durch schlechte Schmierung entstanden. Kriegsbedingt standen nur minderwertige Schmiermittel zur Verfügung.

## Folgen
63 Soldaten starben (nach anderer Quelle 80), 121 wurden darüber hinaus verletzt (nach ersten Meldungen 200), davon 96 schwer.